# Rosendo García
Rosendo García (f. 13 de mayo de 1966 en Avellaneda, provincia de Buenos Aires) fue un dirigente sindical argentino, secretario adjunto de la Unión Obrera Metalúrgica (UOM-CGT). Murió en 1966, a los 39 años, en un tiroteo entre dirigentes sindicales dentro de la confitería La Real. El gremialista era mano derecha de Augusto Timoteo Vandor. 
Existe la hipótesis, planteada por el periodista y escritor Rodolfo Walsh, de que Rosendo García le estaba "haciendo sombra" a Vandor y lo podría desplazar de la conducción de la CGT oficial.
Sin embargo esta versión de los hechos también ha sido desmentida por más de un hombre cercano a Vandor y la mesa de la UOM y por lo tanto cercanos a Rosendo, como Juan De Stéfano o Norberto "Beto" Imbelloni, que afirman que habría sido un accidente en medio de la confusión del tiroteo.
Rosendo fue muerto por su propia tropa, sin descartarse (incluso en la actualidad) que la bala asesina fue disparada por el mismo Secretario General de la CGT, Augusto Timoteo Vandor, quien había sido apodado en vida El Lobo.

## La muerte
Enrique Arrosagaray relata de este modo el momento del enfrentamiento:

A seis o siete metros –en el mismo salón–, varios sindicalistas y políticos tomaban whisky y charlaban. Augusto Timoteo Vandor, Rosendo García, Petracca, Valdez, Saffi, el Beto Imbelloni, Gerardi, Armando Cabo, etcétera. La trifulca comenzó a los minutos por miradas desafiantes y porque a Horacito lo apretaron en el baño unos hombres de Vandor. Los primeros puñetazos fueron entre Raimundo Villaflor y Rosendo García, y entre Rolando Villaflor y el Beto Imbelloni. Sonaron varios disparos desde la mesa de Vandor seguramente porque los invadió ese cóctel tan peligroso compuesto por el alcohol, el miedo y el odio. Un disparo partió la espalda de Rosendo García. Otros dos se metieron en los cuerpos de Blajaquis y de Juan Zalazar –38 años, cinco hijos, vivía en Wilde, casado con Juana Fernández–. Otros balazos marcaron mesas, mármoles y columna. Una más terminó en un glúteo de Saffi.